# پراید فایتینگ چمپیونشیپس

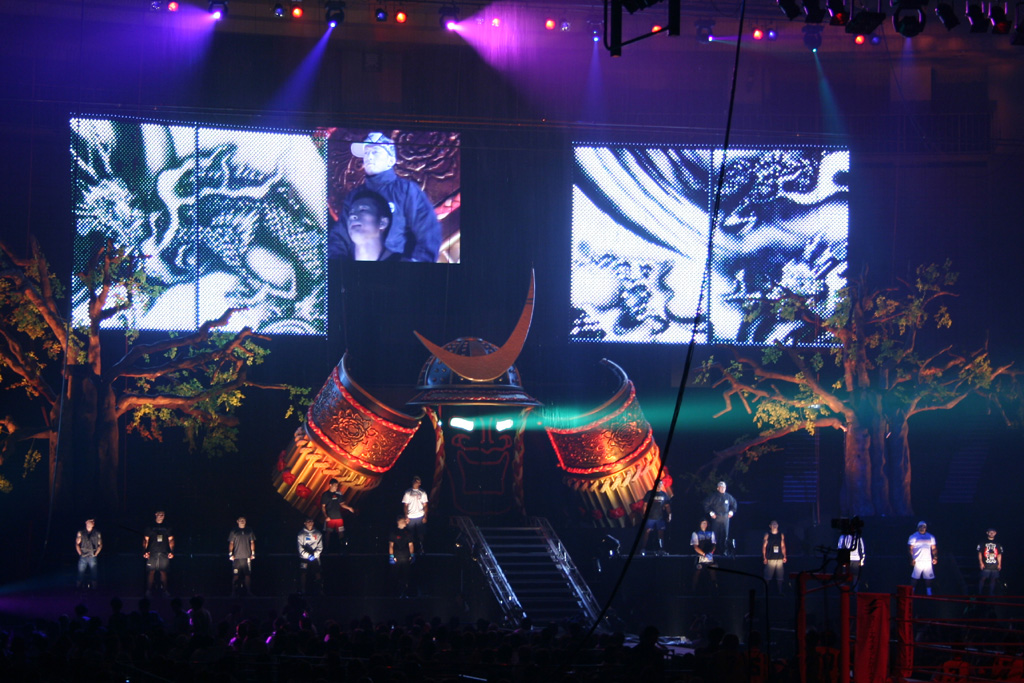
یکی از رویداد های پراید فایتینگ چمپیونشیپس

پراید فایتینگ چمپیونشیپس (انگلیسی: Pride Fighting Championships) شرکت تبلیغات ورزشی ژاپنی است، که در سال ۱۹۹۷ توسط نابویوکی ساکاکیبارا تأسیس شد و هم‌اکنون زیرمجموعه‌ای از شرکت اندیور می‌باشد.